# 12 marca
12 marca jest 71. (w latach przestępnych 72.) dniem w kalendarzu gregoriańskim. Do końca roku pozostaje 294 dni.

## Święta
- Imieniny obchodzą: Alojzy, Bernard, Blizbor, Grzegorz, Innocenty, Józefina, Justyna, Maksymilian, Piotr i Teofan
- dawne szkolne święto Gregorianki
- Burundi – Święto Pracy
- Gabon – Dzień Odnowienia
- Liberia – Dzień Odznaczeń
- Mauritius – Święto Niepodległości
- Wspomnienia i święta w Kościele katolickim obchodzą[1][2]:
  - św. Fina z San Gimignano (dziewica)
  - św. Grzegorz Wielki (papież), wspomnienie obowiązkowe 3 września
  - św. Innocenty I (papież)
  - bł. Justyna Francucci Bezzoli (benedyktynka)
  - św. Teofan Wyznawca
  - św. Alojzy Orione

## Wydarzenia w Polsce
- 1223 – Poświęcono kościół Świętej Trójcy w Krakowie.
- 1329 – Król Czech Jan Luksemburski i wielki mistrz zakonu krzyżackiego Werner von Orseln podpisali w Toruniu akt przymierza skierowany przeciw Polsce. Była to odpowiedź na najazd wojsk króla Władysława I Łokietka na ziemię chełmińską, co z kolei było spowodowane krucjatą władcy Czech przeciw Litwie.
- 1600 – Król Zygmunt III Waza ogłosił przyłączenie Estonii do Rzeczypospolitej.
- 1631 – Sejm zatwierdził rozejm z Altmarku (Starego Targu) z 1629 roku, który zakończył V wojnę polsko-szwedzką.
- 1673 – Podpisano akt pacyfikacji kończący konflikt i rozwiązujący wspierającą króla Michała Korybuta Wiśniowieckiego konfederację gołąbską i opozycyjną wobec niego konfederację szczebrzeszyńską.
- 1679 – Król Jan III Sobieski nadał Tatarom wsie w trzech ekonomiach królewskich - brzeskiej, kobryńskiej i grodzieńskiej.
- 1817 – Utworzono Korpus Górniczy.
- 1818 – Papież Pius VII wydał bullę o utworzeniu archidiecezji warszawskiej.
- 1863 – Powstanie styczniowe: powstał Rząd Narodowy Cywilny.
- 1912 – W Warszawie odbył się zjazd Towarzystwa Kultury Polskiej.
- 1920 – Ruska Ludowa Republika Łemków została zlikwidowana przez polskie wojsko.
- 1929 – Został oblatany prototyp samolotu pasażerskiego PWS-20.
- 1937:
  - Jakow Zak z ZSRR został zwycięzcą III Międzynarodowego Konkursu Pianistycznego im. Fryderyka Chopina.
  - Minister spraw wojskowych wydał rozkaz o utworzeniu oddziałów Obrony Narodowej.
- 1943 – Oddział partyzancki „Jędrusie” i miejscowa placówka AK rozbiły więzienie w Opatowie i uwolniły około 80 więźniów.
- 1944 – 365 Polaków zostało zamordowanych w Palikrowach w dawnym województwie tarnopolskim przez oddział SS.
- 1945 – Armia Czerwona zajęła miasta: Kostrzyn-Nowe Miasto, Puck, Reda, Tczew i Wejherowo.
- 1965 – Premiera filmu Życie raz jeszcze w reżyserii Janusza Morgensterna.
- 1999 – Polska wstąpiła do NATO.
- 2000 – Odbył się III zjazd gnieźnieński.
- 2004:
  - Do Kodeksu karnego wprowadzono definicję przestępstwa terrorystycznego.
  - O północy zaczęła obowiązywać dwudniowa żałoba narodowa, ogłoszona przez prezydenta RP Aleksandra Kwaśniewskiego po zamachach bombowych w Madrycie.
  - Rozpoczął się V zjazd gnieźnieński.
  - Sejm RP przyjął ustawę o pomocy społecznej.
- 2006 – Pierwszy koncert pod hasłem „Solidarni z Białorusią” odbył się na placu Zamkowym w Warszawie.
- 2008 – Śląski Uniwersytet Medyczny w Katowicach uruchomił pierwszy w kraju program świadomej donacji zwłok.
- 2010 – Rozpoczął się VIII zjazd gnieźnieński.
- 2020 – W szpitalu w Poznaniu zmarła pierwsza w Polsce osoba chora na COVID-19.

## Wydarzenia na świecie

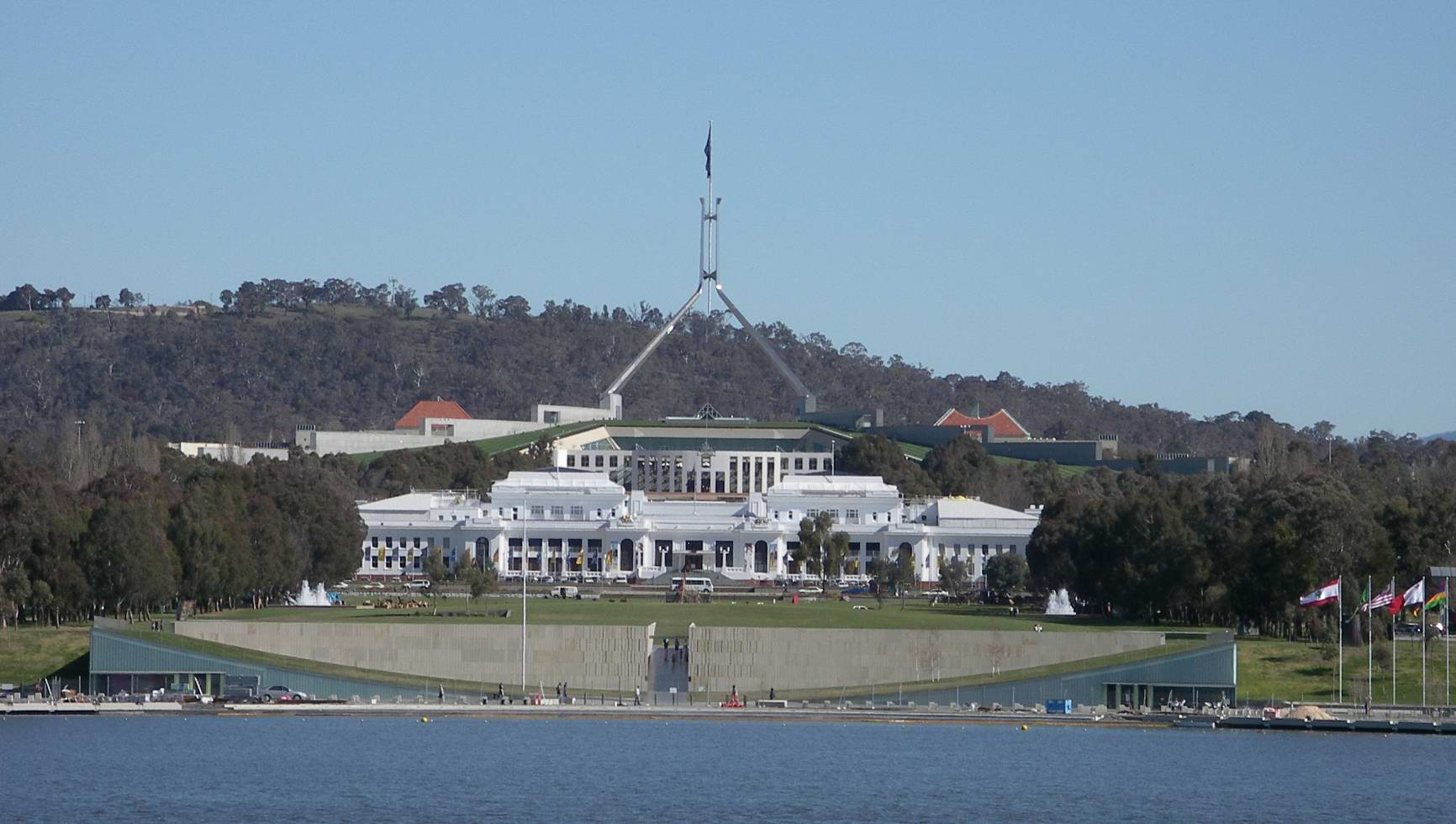
Budynek parlamentu w Canberze

- 515 p.n.e. – W Jerozolimie zakończono budowę Drugiej Świątyni.
- 538 – Ostrogoci pod wodzą Witigesa zwinęli oblężenie Rzymu.
- 1088 – Odon de Lagery został wybrany na papieża i przybrał imię Urban II.
- 1365 – Założono Uniwersytet Wiedeński.
- 1470 – Wojna Dwóch Róż: zwycięstwo Yorków nad Lancasterami w bitwie pod Losecote Field.
- 1529 – Valais przystąpiło do Konfederacji Szwajcarskiej.
- 1550 – Hiszpanie rozgromili Indian z plemienia Mapucze w bitwie pod Penco w Chile.
- 1552 – Wojska króla Birmy Bayinnaung zdobyły stolicę Królestwa Hanthawaddy – Pegu.
- 1560 – Genueńczycy zdobyli należącą do Imperium Osmańskiego wyspę Dżerba.
- 1622 – Ignacy Loyola, Franciszek Ksawery, Teresa z Ávili, Izydor Oracz i Filip Neri zostali kanonizowani przez papieża Grzegorza XV.
- 1664 – Założono angielską kolonię New Jersey.
- 1674 – Wojska moskiewskie rozbiły Kozaków w bitwie pod Lisianką.
- 1689 – Lądowanie zdetronizowanego króla Anglii i Szkocji Jakuba II w irlandzkim hrabstwie Cork, które rozpoczęło wojnę jakobitów z nowym monarchą Wilhelmem III.
- 1718 – Antoni Florian Liechtenstein został księciem Liechtensteinu.
- 1799 – II koalicja antyfrancuska: Austria wypowiedziała wojnę Francji.
- 1811 – Wojna na Półwyspie Iberyjskim: zwycięstwo wojsk francuskich nad brytyjsko-portugalskimi w bitwie pod Redinha.
- 1821 – Karol Feliks został królem Sardynii.
- 1832 – W Paryżu odbyła się premiera baletu Sylfida z muzyką Jeana Schneitzhöffera, librettem Adolphe’a Nourrita i choreografią Filippo Taglioniego.
- 1835 – Achille Charles de Broglie został po raz drugi premierem Francji.
- 1840 – Paweł Edmund Strzelecki nadał najwyższemu szczytowi kontynentalnej Australii nazwę Góra Kościuszki.
- 1848 – W San Marino zniesiono formalnie karę śmierci za przestępstwa pospolite (ostatnią egzekucję przeprowadzono w 1468 roku).
- 1849 – Wojna austriacko-piemoncka:  król Sardynii Karol Albert zerwał siedmiomiesięczny rozejm z Austrią.
- 1854 – Wojna krymska: Francja i Wielka Brytania zawarły sojusz antyrosyjski z Turcją.
- 1868 – Syn brytyjskiej królowej Wiktorii, książę Alfred został postrzelony przez zamachowca w australijskim Sydney.
- 1879 – Wojna brytyjsko-zuluska: zwycięstwo Zulusów w bitwie pod Intombe.
- 1884 – Interwencja brytyjsko-egipska w Sudanie: mahdyści rozpoczęli oblężenie Chartumu.
- 1894 – W Vicksburgu w stanie Missisipi rozpoczęto sprzedaż Coca-Coli w butelkach.
- 1899 – Na zamarzniętą powierzchnię Morza Bałtyckiego u wybrzeży Finlandii spadł meteoryt kamienny Bjurböle.
- 1902 – Założono węgierski klub piłkarski Debreczyn VSC.
- 1906:
  - Ferdinand Sarrien został premierem Francji.
  - José Figueroa Alcorta został prezydentem Argentyny.
- 1908 – Dokonano oblotu samolotu Aerodrome No.1, zbudowanego przez amerykańsko-japoński zespół badawczy Aerial Experiment Associacion.
- 1909 – W Palermo został zastrzelony nowojorski policjant Joseph Petrosino, wysłany na Sycylię z misją zebrania dowodów umożliwiających wydalenie z USA członków mafii.
- 1910 – W stoczni we włoskim Livorno zwodowano grecki krążownik pancerny „Georgios Averof”.
- 1911 – Założono klub piłkarski Austria Wiedeń.
- 1912:
  - Założono bułgarski klub piłkarski Botew Płowdiw.
  - Założono organizację Girl Scouts of the USA.
- 1913:
  - Założono austriacki klub piłkarski FC Dornbirn 1913.
  - Założono Canberrę.
- 1917 – Decydujący dzień rewolucji lutowej w Rosji; żołnierze nie chcąc strzelać do demonstrantów przyłączyli się do nich, a władze carskie utraciły kontrolę nad stolicą kraju Piotrogrodem.
- 1918 – Utworzony przez bolszewików rząd przeniósł swą siedzibę do Moskwy.
- 1921 – Przyjęto hymn Turcji.
- 1922 – Utworzono Zakaukaską FSRR.
- 1924 – Aleksandros Papanastasiu został premierem Grecji.
- 1928:
  - Malta została dominium brytyjskim.
  - W wyniku runięcia zapory St. Francis pod Los Angeles zginęło 431 osób.
- 1930:
  - Niemiecki parlament przyjął plan spłaty reparacji wojennych (tzw. Plan Younga).
  - W Indiach rozpoczął się tzw. marsz solny zorganizowany przez Mahatmę Gandhiego.
- 1934:
  - Premier Estonii Konstantin Päts rozwiązał wszystkie partie i stowarzyszenia i wprowadził rządy autorytarne.
  - Torpedowiec „Tomozuru” zatonął podczas manewrów japońskiej floty, w wyniku czego zginęło 100 spośród 113 marynarzy na pokładzie.
- 1937 – Aimo Cajander został po raz trzeci premierem Finlandii.
- 1938 – Wojska niemieckie dokonały aneksji (Anschlussu) Austrii.
- 1939 – Odbyła się intronizacja papieża Piusa XII.
- 1940 – W Moskwie podpisano traktat pokojowy kończący wojnę zimową pomiędzy ZSRR a Finlandią.
- 1942 – Wojna na Pacyfiku: zwycięstwem wojsk japońskich zakończyła się bitwa o Jawę.
- 1943:
  - Bitwa o Atlantyk: koło Azorów niszczyciel USS „Champlin” zatopił niemiecki okręt podwodny U-130 wraz z całą, 53-osobową załogą.
  - Front wschodni: Armia Czerwona wyzwoliła Wiaźmę.
  - We wsi Tsaritsani w środkowej Grecji włoscy żołnierze spalili 360 z 600 domów i zastrzelili 40 cywilów.
- 1947 – Prezydent USA Harry Truman wezwał Kongres do przyznania natychmiastowej pomocy wojskowej i gospodarczej Grecji i Turcji w celu odparcia komunizmu, formułując tym samym nową wytyczną amerykańskiej polityki zagranicznej (tzw. doktryna Trumana).
- 1948 – 30 osób zginęło w wyniku uderzenia samolotu Douglas DC-4 w zbocze wulkanu Sanford na Alasce.
- 1949 – He Yingqin został premierem Republiki Chińskiej.
- 1950:
  - 57,68% spośród głosujących w referendum obywateli Belgii opowiedziało się za wznowieniem wykonywania swoich konstytucyjnych uprawnień przez króla Leopolda III Koburga.
  - 80 spośród 83 osób na pokładzie zginęło w katastrofie samolotu Avro 689 Tudor na lotnisku w walijskim Cardiff.
- 1953 – Brytyjski czterosilnikowy bombowiec Avro Lincoln został zestrzelony przez radziecki myśliwski po wtargnięciu, w trakcie lotu szkoleniowego, w przestrzeń powietrzną NRD, w wyniku czego zginęło 7 lotników.
- 1955 – Dokonano oblotu francuskiego śmigłowca Aérospatiale Alouette II.
- 1957 – Podpisano umowę międzyrządową o czasowym pobycie wojsk radzieckich w NRD.
- 1958:
  - Francuski utwór Dors, mon amour w wykonaniu André Claveau zwyciężył w 3. Konkurs Piosenki Eurowizji w holenderskim Hilversum.
  - Podczas ostatniego meczu sezonu zasadniczego ligi NBA Minneapolis Lakers-Cincinnati Royals zawodnik gości Maurice Stokes uderzył głową w parkiet, po czym stracił przytomność. W szatni podano mu sole trzeźwiące, po czym powrócił na boisko. Trzy dni później wystąpił w pierwszym spotkaniu fazy play-off przeciwko Detroit Pistons po którym, w trakcie lotu powrotnego do Cincinnati, poczuł się jednak bardzo źle, a kilka dni później został sparaliżowany i zapadł w śpiączkę. Zdiagnozowano u niego encefalopatię (potocznie uszkodzenie mózgu).
- 1960 – Constantine Bereng Seeiso (późniejszy król Lesotho Moshoeshoe II) objął reprezentacyjną funkcję Najwyższego Wodza kolonii Basuto.
- 1966 – Kanadyjski hokeista Bobby Hull z Chicago Blackhawks pobił w wyjazdowym meczu z New York Rangers rekord zdobytych goli (51) w jednym sezonie NHL.
- 1967:
  - Tymczasowy parlament Indonezji pozbawił władzy prezydenta Sukarno i mianował na jego miejsce gen. Suharto.
  - Ukazał się debiutancki album The Velvet Underground & Nico amerykańskiej grupy rockowej The Velvet Underground.
- 1968 – Mauritius uzyskał niepodległość w ramach brytyjskiej Wspólnoty Narodów.
- 1969 – Paul McCartney ożenił się w Londynie z Lindą Eastman.
- 1971 – Premier Turcji Süleyman Demirel został zmuszony przez armię do ustąpienia ze stanowiska.
- 1972 – Ostatnie wojska indyjskie opuściły Bangladesz.
- 1973 – Uwolniony przez władze chińskie po ponad 20 latach niewoli agent CIA John Downey przekroczył granicę z brytyjskim wówczas Hongkongiem.
- 1975 – Etiopia została proklamowana republiką.
- 1976 – Premiera francuskiego filmu animowanego Dwanaście prac Asteriksa.
- 1983 – Rebelianci z ugrupowania UNITA uprowadzili w Angoli 66 obywateli Czechosłowacji.
- 1986 – W zachodnioniemieckim Hanowerze rozpoczęły się pierwsze targi informatyczne CeBIT.
- 1987 – W RFN utworzono trzeci rząd Helmuta Kohla.
- 1992:
  - Mauritius został proklamowany republiką.
  - Parlament czeczeński uchwalił konstytucję Czeczeńskiej Republiki Iczkerii.
- 1993 – Ponad 250 osób zginęło w serii zamachów bombowych w Bombaju.
- 1996 – Prezydent Bill Clinton podpisał tzw. ustawę Helmsa-Burtona zaostrzającą sankcje gospodarcze wobec objętej amerykańskim embargiem Kuby.
- 1999 – Podczas uroczystości w Independence w amerykańskim stanie Missouri Czechy, Polska i Węgry zostały formalnie przyjęte do NATO.
- 2000 – Papież Jan Paweł II w czasie mszy w bazylice watykańskiej poprosił o wybaczenie win kościoła katolickiego wobec wyznawców innych religii.
- 2003 – W Belgradzie został zastrzelony przez snajpera premier Serbii Zoran Đinđić.
- 2004:
  - Gérard Latortue został premierem Haiti.
  - Prezydent Korei Południowej Roh Moo-hyun został usunięty ze stanowiska przez parlament z powodu zarzutów korupcyjnych. 14 maja Trybunał Konstytucyjny przywrócił mu władzę prezydencką.
  - We Fresno w Kalifornii 57-letni Marcus Wesson zamordował strzałem w oko 9 członków swojej rodziny.
- 2007 – Parlament Węgier ustanowił 23 marca Dniem Przyjaźni Polsko-Węgierskiej.
- 2008 – Ksiądz Michał Heller został laureatem Nagrody Templetona.
- 2009:
  - 17 osób zginęło, a jedna została ranna w katastrofie śmigłowca transportowego Sikorsky S-92 na kanadyjskiej Nowej Fundlandii.
  - Na Łotwie zaprzysiężono pierwszy rząd Valdisa Dombrovskisa.
- 2011 – Mahamadou Issoufou wygrał w II turze wybory prezydenckie w Nigrze.
- 2012 – 19 osób zginęło, a 8 zostało rannych w wyniku ostrzelania przez nieznanych sprawców autobusu nieopodal etiopskiego miasta Gambela.
- 2013 – Początek konklawe po rezygnacji papieża Benedykta XVI.
- 2014 – 8 osób zginęło, a ponad 60 zostało ciężko rannych w wyniku wybuchu gazu i zawalenia dwóch budynków na Manhattanie w Nowym Jorku.
- 2018 – 52 osoby zginęły, a 19 zostało rannych w katastrofie banglijskiego samolotu pasażerskiego Bombardier Dash 8-Q400, który rozbił się podczas lądowania na lotnisku w stolicy Nepalu, Katmandu.
- 2019 – Noureddine Bedoui został premierem Algierii.
- 2022:
  - Inwazja Rosji na Ukrainę: w wyniku uderzenia rosyjskiego pocisku w skład amunicji w bazie lotniczej w Wasylkowie pod Kijowem została ona całkowicie zniszczona.
  - W Arabii Saudyjskiej, w największej egzekucji w historii kraju, wykonano 81 wyroków śmierci.
- 2023 – Odbyła się 95. ceremonia wręczenia Oscarów.

## Eksploracja kosmosu
- 1965 – Wystrzelono radziecką sondę księżycową Kosmos 60.
- 1974 – Radziecka sonda Mars 6 wylądowała na Marsie i utraciła łączność z Ziemią.
- 1981 – Rozpoczęła się załogowa misja statku Sojuz T-4 na stację kosmiczną Salut 6.

## Urodzili się
- 897 – Ngô Quyền, król Wietnamu, generał (zm. 944)
- 1096 – Kanut Lavard, książę Jutlandii i Szlezwiku, męczennik, święty (zm. 1131)
- 1270 – Karol Walezjusz, delfin Francji (zm. 1325)
- 1386 – Yoshimochi Ashikaga, japoński siogun (zm. 1428)
- 1476 – Anna Jagiellonka, królewna polska, księżniczka litewska, księżna pomorska (zm. 1503)
- 1479 – Julian Medyceusz, władca Florencji (zm. 1516)
- 1501 – Pierandrea Matthioli, włoski botanik, lekarz (zm. 1577)
- 1515 – Caspar Othmayr, niemiecki kompozytor (zm. 1553)
- 1572 – Walenty Smalc, polski duchowny i teolog braci polskich, pisarz, tłumacz Biblii, polemista pochodzenia niemieckiego (zm. 1622)
- 1573 – Agnieszka Jadwiga Anhalcka, księżna elektorowa Saksonii i księżna Schleswig-Holstein-Sonderburg (zm. 1616)
- 1598 – Guillame Colletet, francuski poeta, eseista (zm. 1659)
- 1607 – Paul Gerhardt, niemiecki duchowny i teolog luterański, poeta religijny (zm. 1676)
- 1613 – André Le Nôtre, francuski projektant ogrodów (zm. 1700)
- 1626 – John Aubrey, angielski pisarz, antykwariusz (zm. 1697)
- 1637 – Anna Hyde, pierwsza żona późniejszego króla Anglii i Szkocji Jakuba II Stuarta (zm. 1671)
- 1660 – Zofia Anna Czarnkowska, polska szlachcianka (zm. 1701)
- 1672 – Richard Steele, irlandzki pisarz, polityk (zm. 1729)
- 1683 – John Theophilus Desaguliers, brytyjski duchowny anglikański, filozof przyrody, fizyk pochodzenia francuskiego (zm. 1744)
- 1685 – George Berkeley, irlandzki duchowny anglikański, biskup Cloyne, misjonarz, filozof (zm. 1753)
- 1689 – Johann Lorenz Fleischer, niemiecki prawnik (zm. 1749)
- 1691 – Dionisia de Santa Maria Mitas Talangpaz, hiszpańska zakonnica, Służebnica Boża (zm. 1732)
- 1710 – Thomas Augustine Arne, angielski kompozytor (zm. 1778)
- 1728 – Anton Raphael Mengs, niemiecki malarz, teoretyk sztuki (zm. 1779)
- 1732 – Joseph Gärtner, niemiecki lekarz, botanik (zm. 1791)
- 1737 – Wasilij Bażenow, rosyjski architekt, grafik, pedagog (zm. 1799)
- 1760 – Józef Hutten-Czapski, polski hrabia, generał (zm. 1810)
- 1762 – Ludwig von Starhemberg, austriacki arystokrata, polityk, dyplomata (zm. 1833)
- 1764 – Charles Philip Yorke, brytyjski polityk (zm. 1834)
- 1770 – Piotr Tołstoj, rosyjski hrabia, feldmarszałek (zm. 1844)
- 1781 – Fryderyka Dorota Badeńska, królowa Szwecji (zm. 1826)
- 1784 – William Buckland, brytyjski geolog, paleontolog (zm. 1856)
- 1788 – David d’Angers, francuski rzeźbiarz (zm. 1856)
- 1790 – John Frederic Daniell, brytyjski fizyk, chemik (zm. 1845)
- 1795 – William Lyon Mackenzie, kanadyjski polityk, rebeliant (zm. 1861)
- 1801 – Albert Auguste Perdonnet, szwajcarski inżynier kolejowy (zm. 1867)
- 1802 – Karol Malankiewicz, polski malarz, uczestnik powstania listopadowego (zm. 1877)
- 1805 – Aleksandr Nikitienko, rosyjski historyk literatury, wykładowca akademicki (zm. 1877)
- 1806:
  - Józef Czerski, polski oficer, uczestnik powstania listopadowego (zm. 1838)
  - Jane Pierce, amerykańska pierwsza dama (zm. 1863)
- 1808 – Józef Majer, polski lekarz, przyrodnik, antropolog, encyklopedysta, wykładowca akademicki (zm. 1899)
- 1810 – Pál Hunfalvy, węgierski językoznawca, etnograf, historyk, pedagog, adwokat, polityk (zm. 1891)
- 1811 – Ludwik Napoleon de Talleyrand-Périgord, francuski arystokrata, dowódca wojskowy, polityk (zm. 1898)
- 1812 – Ignacio Comonfort, meksykański polityk, prezydent Meksyku (zm. 1863)
- 1815 – Louis-Jules Trochu, francuski polityk, prezydent Francji (zm. 1896)
- 1816 – Julia Molińska-Woykowska, polska poetka, pisarka, publicystka, autorka podręczników (zm. 1851)
- 1818 – John Worden, amerykański admirał (zm. 1897)
- 1819 – Carl Cornelius, niemiecki historyk Kościoła, wykładowca akademicki, polityk (zm. 1903)
- 1821:
  - John Abbott, kanadyjski polityk, premier Kanady (zm. 1893)
  - Luitpold Wittelsbach, książę i regent Bawarii (zm. 1912)
- 1822 – Thomas Buchanan Read, amerykański malarz, rzeźbiarz, poeta (zm. 1872)
- 1824 – Gustav Kirchhoff, niemiecki fizyk, matematyk, wykładowca akademicki (zm. 1887)
- 1831:
  - Józef Gerard, francuski misjonarz, błogosławiony (zm. 1914)
  - Benjamin Williams Leader, brytyjski malarz (zm. 1923)
- 1832:
  - Charles Boycott, brytyjski zarządca majątku (zm. 1897)
  - Charles Friedel, francuski chemik, mineralog, wykładowca akademicki (zm. 1899)
- 1835:
  - Gregorio María Aguirre y García, hiszpański duchowny katolicki, arcybiskup Toledo i prymas Hiszpanii, kardynał (zm. 1913)
  - Simon Newcomb, kanadyjski astronom, matematyk (zm. 1909)
- 1837 – Alexandre Guilmant, francuski organista, kompozytor (zm. 1911)
- 1838 – William Henry Perkin, brytyjski chemik (zm. 1907)
- 1842 – Francisco Domingo Marqués, hiszpański malarz (zm. 1920)
- 1843 – Gabriel Tarde, francuski socjolog, psycholog społeczny, filozof, kryminolog (zm. 1904)
- 1847:
  - Lipót Schulhof, węgierski astronom (zm. 1921)
  - Kazimierz Slaski, polski ziemianin, działacz patriotyczny i gospodarczy (zm. 1906)
- 1850:
  - Michał Garapich, polski ziemianin, polityk (zm. 1917)
  - Posey Green Lester, amerykański polityk (zm. 1929)
- 1851 – Józef Bronikowski, polski inżynier hydrotechnik (zm. 1926)
- 1854 – Mahendranath Gupta, bengalski pisarz, jogin, święty hinduistyczny (zm. 1932)
- 1856 – Stepa Stepanović, serbski feldmarszałek (zm. 1929)
- 1859 – Ernesto Cesàro, włoski matematyk (zm. 1906)
- 1860 – William Cabell Bruce, amerykański polityk, senator (zm. 1946)
- 1862:
  - Franciszek Blechert, generał major (zm. 1921)
  - Wilhelm Forsberg, szwedzki żeglarz sportowy (zm. 1939)
- 1863:
  - Gabriele D’Annunzio, włoski pilot wojskowy, poeta, dramaturg, prozaik (zm. 1938)
  - Carl Holsøe, duński malarz (zm. 1935)
- 1864 – William Halse Rivers, brytyjski psycholog, psychiatra, etnolog, antropolog (zm. 1922)
- 1865 – Max Bodenheimer, niemiecki prawnik, działacz syjonistyczny pochodzenia żydowskiego (zm. 1940)
- 1867:
  - Charles Brown, amerykański roquesista (zm. 1937)
  - Vehbi Dibra, albański duchowny muzułmański, polityk, działacz niepodległościowy (zm. 1937)
- 1869 – George Forbes, nowozelandzki polityk, premier Nowej Zelandii (zm. 1947)
- 1870 – Kazimierz Rogoyski, polski ziemianin, chemik rolny, teoretyk i praktyk rolnictwa (zm. 1940)
- 1874:
  - Zofia Atteslander, polska malarka (zm. ok. 1928)
  - Edmund Eysler, austriacki kompozytor (zm. 1949)
- 1875 – Malcolm Chace, amerykański tenisista (zm. 1955)
- 1877 – Wilhelm Frick, niemiecki polityk nazistowski, minister spraw wewnętrznych III Rzeszy, protektor Czech i Moraw, zbrodniarz wojenny (zm. 1946)
- 1878 – Gemma Galgani, włoska mistyczka, stygmatyczka, święta (zm. 1903)
- 1879 – Alfred Abel, niemiecki aktor, reżyser filmowy (zm. 1937)
- 1880:
  - Henry Drysdale Dakin, brytyjski chemik (zm. 1952)
  - Nikolaos Jeorgandas, grecki lekkoatleta, dyskobol, kulomiot i oszczepnik (zm. 1958)
- 1881:
  - Wołodymyr Birczak, ukraiński działacz społeczny, pedagog, pisarz (zm. 1952)
  - Väinö Tanner, fiński polityk, premier Finlandii (zm. 1966)
- 1882 – Erwin Baker, amerykański kierowca i motocyklista wyścigowy (zm. 1960)
- 1883:
  - Ernest Cox, brytyjski inżynier, przedsiębiorca (zm. 1959)
  - Zoltán Meskó, węgierski działacz nazistowski pochodzenia słowackiego (zm. 1959)
  - Oskar Wackerzapp, niemiecki polityk (zm. 1965)
- 1885 – Alfonso Camillo De Romanis, włoski duchowny katolicki, augustianin, biskup, zakrystian papieski, wikariusz generalny Państwa Watykańskiego (zm. 1950)
- 1886 – Vittorio Pozzo, włoski trener piłkarski (zm. 1968)
- 1888:
  - Wiktor Gzowski, polski major piechoty (zm. 1940)
  - Hans Knappertsbusch, niemiecki dyrygent (zm. 1965)
  - Erich Rothacker, niemiecki filozof (zm. 1965)
- 1889:
  - Wacław Niżyński, rosyjski tancerz, choreograf pochodzenia polskiego (zm. 1950)
  - Artur Rapaport, polski filolog klasyczny, pedagog pochodzenia żydowskiego (zm. 1937)
  - Marta Rzewuska-Frankowska, polska antropolog, nauczycielka (zm. 1954)
- 1890:
  - (lub 12 maja) Michał Grażyński, polski polityk, działacz społeczny, wojewoda śląski (zm. 1965)
  - Idris I, król Libii (zm. 1983)
  - Evert Taube, szwedzki pisarz, kompozytor, piosenkarz (zm. 1976)
- 1891:
  - Mirash Ivanaj, albański prawnik, polityk (zm. 1953)
  - Wiktoryn Kaczyński, polski komandor podporucznik pilot (zm. 1986)
  - Wilhelm Reinhard, niemiecki pilot wojskowy, as myśliwski (zm. 1918)
  - Tadeusz Schaetzel, polski pułkownik dyplomowany artylerii, dyplomata, polityk, poseł i wicemarszałek Sejmu RP (zm. 1971)
- 1892 – Hamroqul Tursunqulov, radziecki polityk (zm. 1965)
- 1893 – Léopold Clabots, belgijski gimnastyk (zm. ?)
- 1894 – Philadelpho Azevedo, brazylijski prawnik (zm. 1951)
- 1895 – Zofia Hołub-Pacewiczowa, polska geograf, etnograf (zm. 1979)
- 1896 – Jan Adamus, polski historiograf, historyk państwa i prawa (zm. 1962)
- 1898:
  - Lucjan Kintopf, polski artysta-plastyk, architekt wnętrz, pedagog (zm. 1979)
  - Tian Han, chiński dramaturg, scenarzysta, reżyser (zm. 1968)
- 1899 – Ramón Muttis, argentyński piłkarz, trener (zm. 1955)
- 1900:
  - Rinus van den Berge, holenderski lekkoatleta, sprinter (zm. 1972)
  - Sylvi Kekkonen, fińska pisarka, pierwsza dama (zm. 1974)
  - Siergiej Nabokow, rosyjski poeta, pedagog (zm. 1945)
- 1901:
  - Zdzisława Bytnarowa, polska pedagog, podporucznik AK, uczestniczka powstania warszawskiego (zm. 1994)
  - Pawieł Kumykin, radziecki polityk (zm. 1976)
  - Alois Neuman, czechosłowacki prawnik, polityk (zm. 1977)
- 1902:
  - Józef Iwanicki, polski duchowny katolicki, profesor filozofii i logiki (zm. 1995)
  - Helena Teigová, czeska tłumaczka i popularyzatorka literatury polskiej (zm. 1986)
  - Maria Zachwatowicz, polska architekt, konserwator zabytków (zm. 1994)
- 1903 – Iwan Ganienko, radziecki wojskowy, polityk (zm. 1995)
- 1905:
  - Bronisław Darski, polski aktor (zm. 1964)
  - Takashi Shimura, japoński aktor (zm. 1982)
  - Henryk Trzebiński, polski adwokat, dziennikarz, polityk, poseł do KRN i na Sejm Ustawodawczy (zm. 1964)
- 1906:
  - Józef Jasnowski, polski historyk, działacz emigracyjny (zm. 2009)
  - Charles Solomon, amerykański adwokat, brydżysta (zm. 1975)
- 1907:
  - Margaret Herbison, brytyjska polityk (zm. 1996)
  - Selfrid Johansson, szwedzki bokser (zm. 1976)
  - Josef Stangl, niemiecki duchowny katolicki, biskup Würzburga (zm. 1979)
  - Mieczysław Wiórkiewicz, polski major pilot (zm. 1987)
- 1908 – Józef Kaszewski, polski nauczyciel, polityk, poseł na Sejm PRL (zm. 1986)
- 1909:
  - Petras Cvirka, litewski pisarz (zm. 1947)
  - Gustave Roth, belgijski bokser (zm. 1982)
- 1910:
  - Wachtang Czabukiani, gruziński baletmistrz, choreograf, pedagog (zm. 1992)
  - László Lékai, węgierski duchowny katolicki, arcybiskup Ostrzyhomia i prymas Węgier, kardynał (zm. 1986)
  - Masayoshi Ōhira, japoński polityk, premier Japonii (zm. 1980)
  - Zygmunt Szendzielarz, polski major kawalerii, dowódca 5. Wileńskiej Brygady AK (zm. 1951)
- 1911:
  - Gustavo Díaz Ordaz, meksykański polityk, prezydent Meksyku (zm. 1979)
  - Leon Kaczmarek, polski toponimista, logopeda (zm. 1996)
  - Wiesław Mirecki, polski aktor (zm. 1991)
- 1912:
  - Stanisław Ciężadlik, polski artysta ludowy (zm. 1996)
  - Ghazi I, król Iraku (zm. 1939)
  - Mieczysław Kałuża, polski major pilot (zm. 1960)
  - Władysław Rostocki, polski historyk (zm. 2004)
  - Józefa Słupiańska, polska zakonnica (zm. 2019)
  - Antal Szalay, węgierski piłkarz, trener (zm. 1960)
- 1913:
  - Ace Gruenig, amerykański koszykarz (zm. 1958)
  - Józef Jurzak, polski lekkoatleta, długodystansowiec, biegacz narciarski (zm. ?)
- 1914 – Teobaldo Depetrini, włoski piłkarz, trener (zm. 1996)
- 1915:
  - Alberto Burri, włoski malarz, rzeźbiarz (zm. 1995)
  - Red Byron, amerykański kierowca wyścigowy (zm. 1960)
  - Reimar Horten, niemiecki pilot, konstruktor lotniczy (zm. 1993)
  - Bruno Knežević, chorwacki piłkarz, trener (zm. 1982)
  - László Fejes Tóth, węgierski matematyk, wykładowca akademicki (zm. 2005)
- 1916:
  - Zygmunt Ginter, polski hokeista (zm. 1964)
  - Lew Wajnsztejn, rosyjski strzelec sportowy pochodzenia żydowskiego (zm. 2004)
- 1917:
  - Giovanni Benedetti, włoski duchowny katolicki, biskup pomocniczy Perugia-Città della Pieve, biskup Foligno (zm. 2017)
  - Lucyna Hertz, polska podporucznik (zm. 1944)
  - Werner Klemke, niemiecki grafik, ilustrator, pedagog (zm. 1994)
  - Googie Withers, brytyjska aktorka (zm. 2011)
- 1918:
  - Aleksiej Gubanow, radziecki pilot wojskowy, as myśliwski (zm. 1982)
  - Elaine de Kooning, amerykańska malarka (zm. 1989)
  - Iwan Udalcow, rosyjski slawista, dyplomata (zm. 1995)
- 1919 – Joseph Thomas O’Keefe, amerykański duchowny katolicki, biskup pomocniczy Nowego Jorku, biskup Syracuse (zm. 1997)
- 1920:
  - Longin Cegielski, polski ekonomista, polityk, poseł na Sejm RP, wicepremier (zm. 1987)
  - Françoise d’Eaubonne, francuska pisarka, poetka, eseistka (zm. 2005)
  - Grigorij Dmitriuk, radziecki generał major lotnictwa (zm. 1982)
  - Janina Garścia, polska kompozytorka, pedagog (zm. 2004)
  - Otto Westphalen, niemiecki oficer Kriegsmarine, dowódca U-Boota (zm. 2008)
- 1921:
  - Gianni Agnelli, włoski prawnik, przemysłowiec (zm. 2003)
  - Aleksiej Amielin, radziecki pilot wojskowy, as myśliwski (zm. 1981)
  - Joe Fagan, angielski piłkarz, trener (zm. 2001)
  - Gordon MacRae, amerykański aktor, piosenkarz (zm. 1986)
  - Ralph Shapey, amerykański kompozytor, dyrygent, pedagog (zm. 2002)
  - Karol Teutsch, polski skrzypek, dyrygent (zm. 1992)
- 1922:
  - Zdzisław Fedorowicz, polski ekonomista, finansista, wykładowca akademicki (zm. 2007)
  - Giovanni Gravelli, włoski duchowny katolicki, arcybiskup, nuncjusz apostolski (zm. 1981)
  - Jack Kerouac, amerykański prozaik, poeta, artysta pochodzenia kanadyjskiego (zm. 1969)
  - Lane Kirkland, amerykański związkowiec (zm. 1999)
- 1923:
  - Hjalmar Andersen, norweski łyżwiarz szybki (zm. 2013)
  - Hanne Hiob, niemiecka aktorka (zm. 2009)
  - Marian Kostrzewski, polski podporucznik AK, działacz społeczny i kulturalny, fotograf (zm. 2001)
  - Helen Parrish, amerykańska aktorka (zm. 1959)
  - Walter Schirra, amerykański komandor US Navy, astronauta (zm. 2007)
  - Władysław Sheybal, polski aktor, reżyser (zm. 1992)
  - Mae Young, amerykańska wrestlerka, trenerka (zm. 2014)
- 1924:
  - Valerio Bacigalupo, włoski piłkarz, bramkarz (zm. 1949)
  - Władysław Polański, polski generał dywizji (zm. 2012)
- 1925:
  - Martín Acosta y Lara, urugwajski koszykarz (zm. 2005)
  - Louison Bobet, francuski kolarz szosowy (zm. 1983)
  - Georges Delerue, francuski kompozytor muzyki filmowej (zm. 1992)
  - Leo Esaki, japoński fizyk, laureat Nagrody Nobla
  - Harry Harrison, amerykański pisarz (zm. 2012)
- 1926
  - Alicja Surowiec, polska lekarka (zm. 2003)
  - Freddie Williams, walijski żużlowiec (zm. 2013)
- 1927:
  - Raúl Alfonsín, argentyński polityk, prezydent Argentyny (zm. 2009)
  - Sudharmono, indonezyjski wojskowy, polityk (zm. 2006)
- 1928:
  - Edward Albee, amerykański pisarz (zm. 2016)
  - Michał Oleksiak, polski żołnierz, uczestnik podziemia antykomunistycznego (zm. 1946)
  - Maria Tuci, albańska męczennica i błogosławiona katolicka (zm. 1950)
- 1929 – Teresa Brzóskiewicz, polska rzeźbiarka (zm. 2020)
- 1930:
  - Ryszard Badowski, polski dziennikarz, pisarz, reporter, publicysta, podróżnik (zm. 2021)
  - Jewgienij Czernow, radziecki wiceadmirał (zm. 2016)
- 1931:
  - Józef Boniek, polski piłkarz, trener (zm. 2019)
  - George Cummins, irlandzki piłkarz (zm. 2009)
  - Halina Jabłonowska, polska aktorka
  - Tadeusz Szczygieł, polski generał
  - Józef Tischner, polski duchowny katolicki, filozof (zm. 2000)
  - Jerzy Tuszewski, polski dziennikarz, reżyser radiowy i teatralny, reżyser i scenarzysta filmów dokumentalnych (zm. 2016)
- 1932:
  - Marco Dino Brogi, włoski duchowny katolicki, arcybiskup, urzędnik Kurii Rzymskiej (zm. 2020)
  - Don Drummond, jamajski puzonista, kompozytor (zm. 1969)
  - Andrzej Gazdeczka, polski aktor (zm. 1995)
  - Bob Houbregs, kanadyjski koszykarz (zm. 2014)
  - Pierre Joliot, francuski biochemik, wykładowca akademicki
  - Tadeusz Paryjczak, polski chemik (zm. 2019)
  - Khieu Thirith, kambodżańska polityk (zm. 2015)
  - Andrew Young, amerykański polityk, kongresman
- 1933:
  - Leonard Dobczyński, polski lekkoatleta, płotkarz i sprinter, trener (zm. 2014)
  - Sali Shijaku, albański malarz (zm. 2022)
- 1934:
  - Francisco J. Ayala, hiszpańsko-amerykański genetyk, ewolucjonista, filozof, wykładowca akademicki (zm. 2023)
  - Henryk Bista, polski aktor (zm. 1997)
  - Jacek Korcelli, polski scenarzysta i operator filmowy (zm. 2020)
  - György Moldova, węgierski pisarz (zm. 2022)
  - Richard Pratt, australijski przedsiębiorca (zm. 2009)
- 1935:
  - John Doherty, angielski piłkarz (zm. 2007)
  - Władysław Gwiazda, polski ekonomista, polityk, minister współpracy gospodarczej z zagranicą, wicepremier (zm. 1998)
  - Andrzej Lewandowski, polski dziennikarz sportowy
  - Boris Markarow, rosyjski piłkarz wodny (zm. 2023)
  - Paul John Marx, francuski duchowny katolicki, misjonarz, koadiutor i biskup Keremy (zm. 2018)
  - Wałentyna Szewczenko, ukraińska polityk komunistyczna (zm. 2020)
- 1936:
  - Michał Heller, polski duchowny katolicki, filozof, teolog, fizyk, kosmolog
  - Richard L. Neu, amerykański cytogenetyk (zm. 2007)
- 1937:
  - Tachir Durdyjew, rosyjski polityk, dyplomata
  - Zoltán Horváth, węgierski szablista (zm. 2025)
  - Rosario Parmeggiani, włoski piłkarz wodny (zm. 2019)
  - John Richter, amerykański koszykarz (zm. 1983)
- 1938:
  - Jan Blaha, czeski duchowny katolicki, biskup Kościoła podziemnego (zm. 2012)
  - Karol Parno Gierliński, polski rzeźbiarz, poeta, działacz społeczny (zm. 2015)
  - Theodor Kallifatides, szwedzki pisarz pochodzenia greckiego
  - Johnny Rutherford, amerykański kierowca wyścigowy
- 1939 – Jacek Bednarski, polski szachista (zm. 2008)
- 1940:
  - Francesc-Xavier Ciuraneta Aymí, hiszpański duchowny katolicki, biskup Minorki i Lleidy (zm. 2020)
  - Grigorij Gorin, rosyjski dramatopisarz (zm. 2000)
  - Hartmut Handt, niemiecki pisarz, autor tekstów piosenek
  - Al Jarreau, amerykański wokalista jazzowy (zm. 2017)
  - Thomas R.P. Mielke, niemiecki pisarz (zm. 2020)
- 1941:
  - Andrzej Fogiel, polski aktor, wokalista
  - Janusz Łunis, polski brydżysta (zm. 2018)
  - Claude Quittet, francuski piłkarz
  - Josip Skoblar, chorwacki piłkarz, trener
  - Andriej Smirnow, rosyjski aktor, reżyser filmowy
  - Erkki Salmenhaara, fiński kompozytor i muzykolog
- 1942:
  - Henri Cuq, francuski polityk (zm. 2010)
  - James Howard-Johnston, brytyjski historyk, bizantynolog
  - Ratko Mladić, serbski generał, zbrodniarz wojenny
- 1943:
  - Stanislav Galić, serbski generał, zbrodniarz wojenny
  - Jerzy Gryt, polski żużlowiec, trener
  - Krystyna Jagodzińska, polska pływaczka
  - Johnny Jones, amerykański koszykarz
- 1944:
  - André Desvages, francuski kolarz szosowy (zm. 2018)
  - Józef Gajewicz, polski polityk, prezydent Krakowa
  - Erwin Mueller, amerykański koszykarz (zm. 2018)
  - Herbert Wessel, niemiecki lekkoatleta, wieloboista
- 1945:
  - Claude Goasguen, francuski prawnik, polityk, minister ds. reform (zm. 2020)
  - Sammy Gravano, amerykański mafiozo pochodzenia włoskiego
  - Leif G.W. Persson, szwedzki kryminolog, pisarz, scenarzysta filmowy, aktor
  - Jim Sharman, australijski scenarzysta, reżyser filmowy i teatralny
- 1946:
  - Dean Cundey, amerykański operator filmowy
  - Peter Frischknecht, szwajcarski kolarz przełajowy
  - Ricky King, niemiecki gitarzysta
  - Liza Minnelli, amerykańska aktorka, piosenkarka
  - Amadeo Rodríguez Magro, hiszpański duchowny katolicki, biskup Jaén
- 1947:
  - Peter Harry Carstensen, niemiecki polityk
  - Rupert Frazer, brytyjski aktor
  - Grzegorz Krzemiński, polski dziennikarz (zm. 2010)
  - Mitt Romney, amerykański przedsiębiorca, polityk, senator
  - Józef Rusiecki, polski pedagog (zm. 2000)
  - Ray Wilson, angielski żużlowiec
- 1948:
  - Virginia Bottomley, brytyjska polityk
  - Sandra Brown, amerykańska pisarka
  - Kent Conrad, amerykański polityk, senator
  - Krystyna Ostromęcka, polska siatkarka
  - Karol Stopa, polski dziennikarz sportowy
  - James Taylor, amerykański piosenkarz, gitarzysta, kompozytor, autor tekstów piosenek
  - Ole Thestrup, duński aktor (zm. 2018)
- 1949:
  - Rob Cohen, amerykański aktor, reżyser, scenarzysta i producent filmowy
  - Natalja Kuczinska, rosyjska gimnastyczka
  - Jerome Listecki, amerykański duchowny katolicki, arcybiskup Milwaukee pochodzenia polskiego
  - Tetsuo Satō, japoński siatkarz (zm. 2025)
- 1950:
  - Javier Clemente, hiszpański trener piłkarski
  - Zbigniew Leśniak, polski kajakarz górski, trener
  - Jon Provost, amerykański aktor
  - Traudl Treichl, niemiecka narciarka alpejska
- 1951:
  - Rhonda Byrne, australijska pisarka, producentka filmowa
  - Małgorzata Daniszewska, polska dziennikarka, redaktorka, wydawczyni (zm. 2023)
  - Susan Musgrave, kanadyjska pisarka, poetka
  - Maciej Zaremba, polsko-szwedzki dziennikarz, pisarz
- 1952:
  - Nadka Gołczewa, bułgarska koszykarka
  - Alberto Jorge, portugalski kontrabasista jazzowy
  - Yasuhiko Okudera, japoński piłkarz, trener
  - José Javier Pomés Ruiz, hiszpański prawnik, polityk, eurodeputowany
  - Ain Seppik, estoński prawnik, polityk
- 1953:
  - Néjib Ghommidh, tunezyjski piłkarz
  - Carl Hiaasen, amerykański dziennikarz, pisarz
  - Ryan Paris, włoski piosenkarz
  - José Luis Retana Gozalo, hiszpański duchowny katolicki, biskup Plasencji
- 1954
  - Elżbieta Kozłowska-Świątkowska, polska poetka
  - Joseph Ngute, kameruński polityk, premier Kamerunu
  - Zbigniew Nikodemski, polski klawiszowiec, członek grupy Rezerwat (zm. 2021)
- 1955:
  - Janina Ochojska, polska działaczka humanitarna, polityk, eurodeputowana
  - Krystyna Szafraniec, polska socjolog (zm. 2022)
  - Wang Yang, chiński polityk
  - Krzysztof Wójcicki, polski prozaik, eseista, dramaturg (zm. 2013)
- 1956:
  - Ove Aunli, norweski biegacz narciarski
  - Stanisław Bobak, polski skoczek narciarski (zm. 2010)
  - Katarzyna Boruń-Jagodzińska, polska poetka, publicystka, tłumaczka
  - Annemieke Bouma, holenderska lekkoatletka, skoczkini wzwyż
  - Leszek Czarnobaj, polski polityk, senator RP, wicemarszałek województwa pomorskiego
  - Steve Harris, brytyjski basista, członek zespołu Iron Maiden
  - László Kiss, węgierski piłkarz, trener
  - Fritz Koch, austriacki skoczek narciarski
  - Dale Murphy, amerykański baseballista
  - Anna Śliwińska, polska farmaceutka, działaczka społeczna, polityk, poseł na Sejm RP (zm. 2015)
  - Pim Verbeek, holenderski piłkarz, trener (zm. 2019)
- 1957:
  - Patrick Battiston, francuski piłkarz, trener
  - Marlon Jackson, amerykański piosenkarz
  - Janusz Tadeusz Maciuszko, polski historyk kościoła, profesor nauk teologicznych (zm. 2020)
- 1958:
  - Phil Anderson, australijski kolarz szosowy
  - Dileita Mohamed Dileita, dżibutyjski polityk, premier Dżibuti
  - Thomas Metzinger, niemiecki filozof
- 1959:
  - Sylvie Brunet, francuska prawnik, eurodeputowana
  - Milorad Dodik, serbski polityk, przewodniczący Prezydium Bośni i Hercegowiny
  - Tadeusz Lachowicz, polski dziennikarz, publicysta, poeta
  - Michael Walter, niemiecki saneczkarz (zm. 2016)
- 1960:
  - Jason Beghe, amerykański aktor
  - Courtney B. Vance, amerykański aktor
  - Javier Velásquez, peruwiański polityk, premier Peru
  - Małgorzata Żak, polska działaczka społeczna
- 1961:
  - Francisco Coelho, portugalski duchowny katolicki, arcybiskup Évory
  - Juan Carlos Girauta, hiszpański prawnik, dziennikarz, pisarz, polityk, eurodeputowany
  - Axel Grosser, niemiecki kolarz torowy
  - Stanisław Łakomiec, polski bokser, trener
  - Michael Mortensen, duński tenisista, trener
  - Josef Ostermayer, austriacki prawnik, polityk
  - Titus Welliver, amerykański aktor
- 1962:
  - Marcello Bartalini, włoski kolarz szosowy
  - Zoran Čutura, chorwacki koszykarz
  - Lütfi Elvan, turecki inżynier górnik, ekonomista, polityk
  - Walentina Iliewa, bułgarska siatkarka
  - Andreas Köpke, niemiecki piłkarz, bramkarz
  - Bernhard Lippert, niemiecki piłkarz, trener
  - Alaksandr Pataszou, białoruski lekkoatleta, chodziarz
  - Darryl Strawberry, amerykański baseballista
  - Grzegorz Wesołowski, polski piłkarz, trener
  - Diamond Yukai, japoński aktor, wokalista, członek zespołu Red Warriors
- 1963:
  - Stephan Ackermann, niemiecki duchowny katolicki, biskup Trewiru
  - John Andretti, amerykański kierowca wyścigowy (zm. 2020)
  - Marc Angel, luksemburski nauczyciel, polityk
  - Joaquim Cruz, brazylijski lekkoatleta, średniodystansowiec
  - Reiner Gies, niemiecki bokser
  - Greg Ion, kanadyjski piłkarz pochodzenia szkockiego
  - Ian Holloway, angielski piłkarz, trener
  - Piotr Majchrzak, polski uczeń, ofiara stanu wojennego (zm. 1982)
  - Farahnaz Pahlawi, irańska księżniczka
  - Patricia Robertson, amerykańska lekarka, astronautka (zm. 2001)
  - Willi Schneider, niemiecki skeletonista
  - Kazik Staszewski, polski muzyk, wokalista, saksofonista, autor tekstów, aranżer, współzałożyciel i członek zespołów: Kult, Kazik na Żywo, El Dupa i Zuch Kazik
  - Frank Weber, niemiecki kolarz torowy
  - Eric Wiebes, holenderski inżynier, samorządowiec, polityk
- 1964:
  - Dieter Eckstein, niemiecki piłkarz
  - Jan Holender, polski lekkoatleta, chodziarz (zm. 2008)
- 1965:
  - Rolands Bulders, łotewski piłkarz
  - Zuzanna Leśniak-Goulais, polska aktorka (zm. 1991)
  - Ivari Padar, estoński polityk
  - Jacek Regulski, polski gitarzysta, członek zespołu Kat (zm. 1999)
  - Liza Umarowa, czeczeńska pieśniarka
- 1966:
  - David Daniels, amerykański śpiewak operowy (kontratenor)
  - Luis Milla, hiszpański piłkarz, trener
  - Mariusz Puzio, polski hokeista, trener
- 1967:
  - Jorge Dely Valdés, panamski piłkarz, trener
  - Julio César Dely Valdés, panamski piłkarz, trener
  - Jenny Erpenbeck, niemiecka pisarka, reżyserka teatralna
  - Piotr Wawrzyńczak, polski aktor (zm. 2001)
- 1968:
  - Igor Chenkin, rosyjski szachista
  - Tammy Duckworth, amerykańska polityk, senator
  - Aaron Eckhart, amerykański aktor
  - Flemming Rasmussen, duński trójboista siłowy, strongman (zm. 2024)
- 1969:
  - Graham Coxon, brytyjski gitarzysta, wokalista, założyciel zespołu Blur
  - Beatrix Imre, węgierska piłkarka ręczna
  - Grzegorz Miśkiewicz, polski muzyk, kompozytor
- 1970:
  - Roy Khan, norweski wokalista pochodzenia tajskiego, członek zespołów: Kamelot i Conception
  - Maria Leconte, francuska szachistka pochodzenia ukraińskiego
  - Ojokojo Torunarigha, nigeryjski piłkarz
- 1971:
  - Agnieszka Góra-Błaszczykowska, polska prawnik, profesor
  - Isaiah Rider, amerykański koszykarz
  - Raül Romeva, hiszpański i kataloński polityk, eurodeputowany
  - Yūsuke Santamaria, japoński aktor, reżyser, piosenkarz, prezenter telewizyjny
  - Dragutin Topić, serbski lekkoatleta, skoczek wzwyż
  - Steve Tucker, amerykański basista, gitarzysta, wokalista, autor tekstów, członek zespołów: Morbid Angel i Warfather
  - Alexis Vila, kubański zapaśnik
- 1972:
  - Grzegorz Bachański, polski sędzia koszykarski, działacz sportowy
  - Abdul Hamid Bassiouny, egipski piłkarz
  - Lizette Carrión, amerykańska aktorka
  - Mateusz Nowicki, polski pięcioboista nowoczesny
- 1973:
  - Agnieszka Bolesta, polska chemik, polityk, wiceminister środowiska
  - Matilda Ernkrans, szwedzka polityk
  - Marques, brazylijski piłkarz
  - Jones Mwewa, zambijski piłkarz (zm. 2011)
  - Tomislav Panenić, chorwacki ekonomista, samorządowiec, polityk
  - Raúl Pizarro, argentyński duchowny katolicki, biskup pomocniczy San Isidro
- 1974:
  - Charles Akonnor, ghański piłkarz
  - Walid Badir, izraelski piłkarz narodowości arabskiej
  - Chris Carr, amerykański koszykarz
  - Marjan Gerasimowski, macedonski piłkarz, trener
  - Artur Janiec, polski duchowny katolicki
  - Olga Koszmak, rosyjska zapaśniczka
  - Vincenzo Spadafora, włoski polityk, rzecznik praw dziecka
  - Bartłomiej Wilk, polski piłkarz
- 1975:
  - Sigmundur Davíð Gunnlaugsson, islandzki polityk, premier Islandii
  - Edgaras Jankauskas, litewski piłkarz, trener
  - Jan Józef Kasprzyk, polski historyk, publicysta, urzędnik państwowy, samorządowiec
  - Cecilie Leganger, norweska piłkarka ręczna, bramkarka
  - Marc Menard, kanadyjski aktor, model pochodzenia francusko-irlandzkiego
  - Amanda Milling, brytyjska polityk
  - Valérie Nicolas, francuska piłkarka ręczna, bramkarka
  - Kristine Roug, duńska żeglarka sportowa
- 1976:
  - María Adánez, hiszpańska aktorka
  - Tomasz Cielebąk, polski koszykarz
  - Andreas Erm, niemiecki lekkoatleta, chodziarz
  - Aida Mohamed, węgierska florecistka
  - Zhao Wei, chińska aktorka, piosenkarka
- 1977:
  - Camille Anderson, amerykańska aktorka
  - Michelle Burgher, jamajska lekkoatletka, sprinterka
  - Amdy Faye, senegalski piłkarz
  - Ben Kenney, amerykański basista, członek zespołu Incubus
  - Rita König, niemiecka florecistka
  - Thomas Røll, duński piłkarz
  - Dawid Woliński, polski projektant mody
  - Maciej Żołnowski, polski kompozytor, publicysta
- 1978:
  - Daniel Becke, niemiecki kolarz szosowy i torowy
  - Ricardo Katza, południowoafrykański piłkarz
  - Carien Kleibeuker, holenderska łyżwiarka szybka
  - Claudio Sanchez, amerykański muzyk, wokalista, członek zespołu Coheed and Cambria pochodzenia portorykańsko-włoskiego
  - Cristina Teuscher, amerykańska pływaczka
  - Marta Wiśniewska, polska piosenkarka, tancerka, aktorka
- 1979:
  - Charlie Bell, amerykański koszykarz
  - Rhys Coiro, amerykański aktor
  - Sylwia Dekiert, polska dziennikarka sportowa, prezenterka telewizyjna
  - Pete Doherty, brytyjski gitarzysta, wokalista, członek zespołu Babyshambles
  - Jamie Dwyer, australijski hokeista na trawie
  - Gerard López, hiszpański piłkarz
  - Mami Nakano, japońska lekkoatletka, tyczkarka
  - Ben Sandford, nowozelandzki skeletonista
  - Edwin Villafuerte, ekwadorski piłkarz, bramkarz
  - Tim Wieskötter, niemiecki kajakarz
- 1980:
  - Arap Bethke, meksykański aktor pochodzenia chilijsko-niemieckiego
  - John-Paul Lavoisier, amerykański aktor, model
  - Antoni Łazarkiewicz, polski kompozytor, aktor
  - California Molefe, botswański lekkoatleta, sprinter
  - Jens Mouris, holenderski kolarz torowy i szosowy
  - Douglas Murray, szwedzki hokeista pochodzenia szkockiego
  - Andrej Żekow, bułgarski siatkarz
- 1981:
  - Hideo Itami, japoński wrestler
  - Steve Marbs, niemiecki wokalista, autor tekstów, członek zespołów: Dämmerfarben i Dark Funeral
  - Marcin Nowacki, polski piłkarz
  - Tomasz Sowiński, polski fizyk teoretyk, popularyzator nauki
  - Katarina Srebotnik, słoweńska tenisistka
  - Michał Stasiak, polski piłkarz
  - Jakub Trefný, czeski hokeista
- 1982:
  - Samm Levine, amerykański aktor
  - Ilja Nikulin, rosyjski hokeista
  - Hisato Satō, japoński piłkarz
  - Rafał Szombierski, polski żużlowiec
  - Grzegorz Witkowski, polski działacz harcerski, urzędnik państwowy
- 1983:
  - Ołena Abaza, ukraińska piosenkarka, prezenterka telewizyjna
  - Olieg Achrem, białoruski siatkarz
  - Atif Aslam, pakistański piosenkarz
  - Fatah Gharbi, tunezyjski piłkarz
  - Bojan Jordanow, bułgarski siatkarz
  - Grzegorz Sobut, polski piłkarz ręczny
  - Maakan Tounkara, francuska piłkarka ręczna
  - Sebastian Wójcik, polski siatkarz
- 1984:
  - Jaimie Alexander, amerykańska aktorka
  - Alina Croitoru, rumuńska judoczka
  - Carmen Hart, amerykańska aktorka pornograficzna
  - Yusleinis Herrera, kubańska siatkarka
  - Narimene Madani, algierska siatkarka
  - Davide Marra, włoski siatkarz
  - Radosław Miszczak, polski dziennikarz muzyczny, przedsiębiorca
  - Aggrey Morris, tanzański piłkarz
  - Anna Szukalska, polska łuczniczka
- 1985:
  - Macarena Aguilar, hiszpańska piłkarka ręczna
  - Anna Charitonowa, rosyjska judoczka
  - Edward Clancy, brytyjski kolarz szosowy i torowy
  - Leonel Saint-Preux, haitański piłkarz
  - Mirtha Soriano, peruwiańska siatkarka
  - İpek Soroğlu, turecka siatkarka
  - Stromae, belgijski piosenkarz
- 1986:
  - Martynas Andriuškevičius, litewski koszykarz
  - Danny Jones, brytyjski gitarzysta, wokalista, członek zespołu McFly
  - Justyna Korytkowska, polska lekkoatletka, biegaczka długodystansowa
  - Dominika Piątkowska, polska łyżwiarka figurowa
  - František Rajtoral, czeski piłkarz (zm. 2017)
- 1987:
  - Baptiste Geiler, francuski siatkarz
  - Jessica Hardy, amerykańska pływaczka
  - Karolina Kaczmarek, polska koszykarka
  - Teymur Rəcəbov, azerski szachista
  - Wadim Szypaczow, rosyjski hokeista
- 1988:
  - Sebastian Brendel, niemiecki kajakarz
  - Kim Ji-yeon, południowokoreańska szablistka
  - Maryna Litwinczuk, białoruska kajakarka
  - Patrycja Maliszewska, polska łyżwiarka szybka, specjalistka short tracku
  - Konstandinos Mitroglu, grecki piłkarz
  - Emiljano Vila, albański piłkarz
- 1989:
  - Vytautas Černiauskas, litewski piłkarz, bramkarz
  - Tyler Clary, amerykański pływak
  - Jewgienij Dadonow, rosyjski hokeista
  - Dzmitryj Korabau, białoruski hokeista
  - Siim Luts, estoński piłkarz
  - Kim André Madsen, norweski piłkarz
- 1990:
  - Dawid Kubacki, polski skoczek narciarski
  - Kim Mestdagh, belgijska koszykarka
  - Ilija Nestorowski, macedoński piłkarz
  - Milena Raičević, czarnogórska piłkarka ręczna
- 1991:
  - Felix Kroos, niemiecki piłkarz
  - Beata Olenderek, polska siatkarka
  - Bárbara de Oliveira, brazylijska lekkoatletka, sprinterka
  - Jakub Wanacki, polski hokeista
- 1992:
  - Daniele Baselli, włoski piłkarz
  - Jordan Ferri, francuski piłkarz
  - Torgil Gjertsen, duński piłkarz
  - Ciara Mageean, irlandzka lekkoatletka, biegaczka średniodystansowa
  - Rokhaya Mbaye, senegalska i francuska lekkoatletka, wieloboistka
  - Jiří Skalák, czeski piłkarz
  - Daniils Ulimbaševs, łotewski piłkarz
  - Yosvany Veitía, kubański bokser
- 1993:
  - Shehu Abdullahi, nigeryjski piłkarz
  - Mateusz Bochenek, polski samorządowiec, polityk, poseł na Sejm RP
  - Maja Krzewicka, polska tenisistka stołowa
  - Teodora Pušić, serbska siatkarka
  - Mattia Stefanelli, sanmaryński piłkarz
  - Aleksandr Zakuskin, rosyjski piłkarz
- 1994:
  - Katie Archibald, brytyjska kolarka torowa
  - Jerami Grant, amerykański koszykarz
  - Christina Grimmie, amerykańska piosenkarka (zm. 2016)
  - Anton Iwanow, rosyjski piłkarz
  - Jaren Sina, amerykańsko-kosowski koszykarz
- 1995:
  - Elimane Cissé, senegalski piłkarz
  - Michael Łuba, polski hokeista, bramkarz
  - Władysław Łysenko, ukraińsko-rosyjski hokeista
  - Amos Mosaner, włoski curler
- 1996:
  - Cene Prevc, słoweński skoczek narciarski
  - Elisabeth Willibald, niemiecka narciarka alpejska
- 1997:
  - Anna Comarella, włoska biegaczka narciarska
  - Fiona Ferro, francuska tenisistka
  - Dean Henderson, angielski piłkarz, bramkarz
  - Hanne Maudens, belgijska lekkoatletka, wieloboistka
  - Allan Saint-Maximin, francuski piłkarz pochodzenia gwadelupskiego
- 1998:
  - Kholod Ahmed, egipska zapaśniczka
  - Aline Danioth, szwajcarska narciarka alpejska
  - Carsen Edwards, amerykański koszykarz
  - Nikola Moro, chorwacki piłkarz
- 1999:
  - Janja Garnbret, słoweńska wspinaczka sportowa
  - Qry, polski raper, autor tekstów
  - Florian Vermeersch, belgijski kolarz szosowy
- 2000:
  - Jan Kałusowski, polski pływak
  - Scottie Lewis, amerykański koszykarz
  - Andy Pelmard, francuski piłkarz pochodzenia gwadelupskiego
  - Alessandro Plizzari, włoski piłkarz, bramkarz
  - Søren Wærenskjold, norweski kolarz szosowy
- 2001:
  - Diego Medina, meksykański piłkarz
  - Liam Shaw, angielski piłkarz
  - Alan Szczotka, polski żużlowiec
  - Polina Szuwałowa, rosyjska szachistka
- 2002 – Ruka Hirano, japoński snowboardzista
- 2003:
  - Gabriele Laurenzano, włoski siatkarz
  - Lara Logar, słoweńska skoczkini narciarska
  - Malina Weissman, amerykańska aktorka, modelka
- 2004 – Mycael, brazylijski piłkarz, bramkarz
- 2005:
  - Steven Guerra, salwadorski piłkarz
  - Eya Guezguez, tunezyjska żeglarka sportowa (zm. 2022)
  - Antony Herbert, panamski piłkarz
  - Giovany Herbert, panamski piłkarz
  - Iida Pöllänen, fińska siatkarka
- 2006:
  - Gabriel, luksemburski książę
  - Lee Re, południowokoreańska aktorka, modelka
- 2010 – Tyra Caterina Grant, amerykańska tenisistka

## Zmarli
- 417 – Innocenty I, papież, święty (ur. ?)
- 604 – Grzegorz I Wielki, papież, doktor Kościoła, święty (ur. ok. 540)
- 996 – Odon I, książę Blois (ur. ok. 950)
- 1253 – Fina z San Gimignano, włoska święta (ur. 1238)
- 1316 – Stefan Dragutin, król Serbii (ur. przed 1253)
- 1319 – Justyna Francucci Bezzoli, włoska benedyktynka, święta (ur. ?)
- 1374 – Go-Kōgon, cesarz Japonii (ur. 1336)
- 1471 – Dionizy Kartuz, belgijski kartuz, mistyk, teolog (ur. 1402)
- 1503 – Marian Lulias, polski duchowny katolicki pochodzenia słowackiego, biskup pomocniczy krakowski (ur. ?)
- 1507 – Cezar Borgia, włoski polityk, kardynał (bez święceń), syn papieża Aleksandra VI (ur. 1475)
- 1520 – Christina Hansadotter Brask, szwedzka zakonnica, pisarka (ur. 1459)
- 1534 – Otto Chodecki, polski szlachcic, polityk (ur. 1474)
- 1539 – Tomasz Boleyn, angielski arystokrata, polityk (ur. ok. 1477)
- 1572 – Stanisław Górski, polski duchowny katolicki, kanonik płocki i krakowski, historyk (ur. 1497)
- 1605 – Aleksander II, król Kachetii (ur. 1527)
- 1639 – Domenico Ginnasi, włoski kardynał (ur. 1551)
- 1648 – Tirso de Molina, hiszpański dramaturg, poeta (ur. ok. 1579)
- 1652 – Alessandro Gottifredi, włoski jezuita (ur. 1595)
- 1681 – Frans van Mieris Starszy, holenderski malarz (ur. 1635)
- 1697 – Aleksander Jan Mosiewicz, polski szlachcic, polityk (ur. ?)
- 1699 – Franz Lefort, rosyjski dowódca wojskowy pochodzenia szwajcarskiego (ur. 1656)
- 1723 – Anna Wittelsbach, księżniczka Palatynatu-Sulzbach, księżna Sabaudii-Piemontu (ur. 1704)
- 1730 – Diego Morcillo Rubio de Auñón de Robledo, hiszpański duchowny katolicki, biskup León en Nicaragua i La Paz, arcybiskup La Plata a Charcas i Limy oraz prymas Peru (ur. 1642)
- 1737 – Karol Aleksander, książę Wirtembergii (ur. 1684)
- 1749 – Alessandro Magnasco, włoski malarz (ur. 1667)
- 1783 – Valentino Rovisi, włoski malarz, freskant (ur. 1715)
- 1790 – Andreas Hadik von Futak, austro-węgierski generał (ur. 1710)
- 1799 – Antoni Popławski, polski pijar, ekonomista, pisarz polityczny, pedagog (ur. 1739)
- 1809 – Dominik Oesterreicher, polski malarz (ur. 1750)
- 1815 – Józef Zhang Dapeng, chiński męczennik i święty katolicki (ur. 1754)
- 1825 – Maximin Isnard, francuski rewolucjonista, polityk (ur. 1755)
- 1832 – Friedrich Kuhlau, niemiecko-duński kompozytor (ur. 1786)
- 1834 – Karl Wilhelm Feuerbach, niemiecki matematyk (ur. 1800)
- 1846 – Ignacy Szydłowski, polski poeta (ur. 1793)
- 1851:
  - Jan Barszczewski, polski i białoruski pisarz, poeta, wydawca (ur. ok. 1794)
  - Tadakuni Mizuno, japoński polityk (ur. 1794)
- 1853 – Mathieu Orfila, francuski toksykolog, chemik, fizjolog pochodzenia hiszpańskiego (ur. 1787)
- 1855 – Fruto Chamorro, nikaraguański polityk, pierwszy prezydent Nikaragui (ur. 1804)
- 1865 – Leon Przyłuski, polski duchowny katolicki, arcybiskup metropolita gnieźnieński i prymas Polski (ur. 1789)
- 1871 – Leonard Chodźko, polski historyk, geograf, kartograf, archiwista, wydawca, działacz emigracyjny (ur. 1800)
- 1874 – Christian Sharps, amerykański rusznikarz, wynalazca (ur. 1810)
- 1880 – Alfred Saker, brytyjski misjonarz baptystyczny (ur. 1814)
- 1881 – Richard Johns Bowie, amerykański prawnik, polityk (ur. 1807)
- 1885 – Próspero Fernández Oreamuno, kostarykański polityk, prezydent Kostaryki (ur. 1834)
- 1888 – Kazimierz Filleborn, polski śpiewak operetkowy (tenor), dyrektor teatru (ur. 1853 lub 55)
- 1890 – Herman Jung, polski piwowar pochodzenia niemieckiego (ur. 1818)
- 1892 – Feliks Szynalewski, polski malarz, pedagog (ur. 1825)
- 1893 – Josef Adam Joakim Pippingsköld, fiński chirurg, wykładowca akademicki (ur. 1825)
- 1894:
  - August Cieszkowski, polski hrabia, ziemianin, filozof, ekonomista, wykładowca akademicki, polityk (ur. 1814)
  - Iłłarion Prianisznikow, rosyjski malarz (ur. 1840)
- 1898:
  - Johann Jakob Balmer, szwajcarski matematyk, fizyk (ur. 1825)
  - Zacharias Topelius, fiński pisarz tworzący w języku szwedzkim (ur. 1818)
- 1899 – Julius Vogel, nowozelandzki polityk, premier Nowej Zelandii pochodzenia brytyjsko-żydowskiego (ur. 1835)
- 1900:
  - Luigi di Canossa, włoski duchowny katolicki, biskup Werony, kardynał (ur. 1809)
  - Alicia Ann Spottiswoode, szkocka autorka tekstów piosenek, kompozytorka, archeolog (ur. 1810)
- 1902 – John Peter Altgeld, amerykański polityk pochodzenia niemieckiego (ur. 1847)
- 1905:
  - Rudolf von Alt, austriacki malarz (ur. 1812)
  - Henryk Kieszkowski, polski ziemianin, polityk (ur. 1821)
- 1906 – Manuel Quintana, argentyński prawnik, polityk, prezydent Argentyny (ur. 1835)
- 1908:
  - Clara Novello, brytyjska śpiewaczka operowa (sopran) pochodzenia włoskiego (ur. 1818)
  - Jan Ludwik Popławski, polski polityk, publicysta (ur. 1854)
- 1909:
  - Hugh Arnold-Forster, brytyjski polityk (ur. 1855)
  - Juan Crisóstomo Centurión, paragwajski pisarz, dziennikarz, polityk, dyplomata (ur. 1840)
  - Ferdinand Lepcke, niemiecki rzeźbiarz (ur. 1866)
  - Joseph Petrosino, amerykański policjant pochodzenia włoskiego (ur. 1860)
- 1914 – George Westinghouse, amerykański przedsiębiorca, inżynier, wynalazca (ur. 1846)
- 1915 – Heinrich Schulz-Beuthen, niemiecki kompozytor, pedagog i krytyk muzyczny (ur. 1838)
- 1917 – Juliusz Karol Ostrowski, polski hrabia, historyk, prawnik, heraldyk, działacz katolicki, kolekcjoner malarstwa polskiego (ur. 1854)
- 1918 – Fernando León y Castillo, hiszpański dyplomata, polityk (ur. 1842)
- 1921 – Henryk Dziedzicki, polski biolog, entomolog, lekarz (ur. 1847)
- 1922:
  - Kuźma Ciareszczanka, białoruski działacz narodowy, polityk (ur. 1888)
  - Aniela Salawa, polska mistyczka, jasnowidząca, błogosławiona (ur. 1881)
- 1924 – Antoni Towiański, polski generał brygady (ur. 1857)
- 1925 – Sun Jat-sen, chiński polityk, prezydent Chin (ur. 1866)
- 1928 – Marija Jermołowa, rosyjska aktorka (ur. 1853)
- 1929 – Maurice Hauriou, francuski prawnik (ur. 1856)
- 1930:
  - William Barker, kanadyjski pilot wojskowy, as myśliwski (ur. 1894)
  - Alois Jirásek, czeski prozaik, dramaturg (ur. 1851)
- 1932 – Charles Gide, francuski ekonomista, teoretyk spółdzielczości (ur. 1847)
- 1936 – Friedrich Noltenius, niemiecki pilot wojskowy, as myśliwski (ur. 1894)
- 1937:
  - Jenő Hubay, węgierski skrzypek, kompozytor (ur. 1858)
  - Antonina Leśniewska, polska farmaceutka (ur. 1866)
  - Charles-Marie Widor, francuski kompozytor, organista (ur. 1844)
- 1938 – Heber Manning Wells, amerykański polityk (ur. 1859)
- 1939 – Ignacy Weinfeld, polski adwokat, polityk, kierownik resortu skarbu (ur. 1877)
- 1940:
  - Laurence Alma-Tadema, brytyjska poetka, pisarka, tłumaczka (ur. 1865)
  - Romualdo Ghiglione, włoski gimnastyk (ur. 1891)
  - Roman Leszczyński, polski wenerolog, wykładowca akademicki (ur. 1876)
  - Alojzy Orione, włoski duchowny katolicki, założyciel zgromadzenia orionistów, działacz społeczny, święty (ur. 1872)
- 1942:
  - Robert Bosch, niemiecki wynalazca, przedsiębiorca (ur. 1861)
  - Dosyteusz (Protopopow), rosyjski biskup prawosławny (ur. 1866)
- 1943:
  - Maria Krzyżowska, polska nauczycielka, działaczka harcerska, sanitariuszka i kurierka Polskiej Organizacji Wojskowej Górnego Śląska (ur. 1898)
  - Czesława Kwoka, polska dziewczynka zamordowana w obozie Auschwitz-Birkenau (ur. 1928)
  - Jiří Langer, czeski poeta, dziennikarz, publicysta, naukowiec, pedagog pochodzenia żydowskiego (ur. 1894)
  - Gustav Vigeland, norweski rzeźbiarz (ur. 1869)
- 1944:
  - Egmont Prinz zur Lippe-Weißenfeld, niemiecki pilot wojskowy, as myśliwski (ur. 1918)
  - August L. Mayer, niemiecki historyk sztuki, hispanista pochodzenia żydowskiego (ur. 1885)
- 1945:
  - Bolesław Bujalski, polski geolog (ur. 1888)
  - Friedrich Fromm, niemiecki generał (ur. 1888)
- 1946 – Ferenc Szálasi, węgierski polityk, pronazistowski przywódca Węgier (ur. 1897)
- 1948:
  - Alfred Lacroix, francuski mineralog (ur. 1863)
  - Józef Świeżyński, polski polityk, premier Rady Regencyjnej (ur. 1868)
- 1950:
  - Zbigniew Gniazdowski, polski reżyser i operator filmowy (ur. 1877)
  - Armand Kaminka, izraelski rabin, uczony, poeta, tłumacz (ur. 1866)
- 1951:
  - Alfred Hugenberg, niemiecki przedsiębiorca, polityk (ur. 1865)
  - Czesław Kuryatto, polski malarz (ur. 1902)
- 1952 – Hugh Herbert, amerykański aktor (ur. 1887)
- 1954:
  - Chester Franklin, amerykański reżyser filmowy (ur. 1890)
  - Wacław Krzyżanowski, polski architekt (ur. 1881)
  - Bolesław Srocki, polski polityk, poseł na Sejm RP (ur. 1893)
  - Marianne Weber, niemiecka socjolog, historyk prawa, feministka (ur. 1870)
- 1955:
  - Charlie Parker, amerykański saksofonista i kompozytor jazzowy (ur. 1920)
  - Theodor Plievier, niemiecki anarchista, pisarz (ur. 1892)
- 1956:
  - Bolesław Bierut, polski polityk, agent NKWD, działacz komunistyczny, I sekretarz KC PPR i KC PZPR, prezydent i premier PRL (ur. 1892)
  - Wacław Krzywiec, polski komandor porucznik (ur. 1908)
- 1957:
  - Anton von Braunmühl, niemiecki psychiatra (ur. 1901)
  - Josephine Hull, amerykańska aktorka (ur. 1886)
- 1959 – Zbigniew Chronik, polski skoczek spadochronowy, konstruktor spadochronów, trener (ur. 1925)
- 1960 – Siemion Bogdanow, radziecki dowódca wojskowy, marszałek wojsk pancernych (ur. 1894)
- 1961:
  - Tadeusz Białkowski, polski aktor, reżyser teatralny, pedagog (ur. 1888)
  - Victor d’Arcy, brytyjski lekkoatleta, sprinter (ur. 1887)
  - Belinda Lee, brytyjska aktorka (ur. 1935)
- 1962 – Feliks Koczur, polski polityk ludowy, poseł na Sejm Ustawodawczy (ur. 1882)
- 1964 – Leopold Mikolasch, austriacki piłkarz (ur. 1920)
- 1965 – George Călinescu, rumuński pisarz, dziennikarz, krytyk literacki (ur. 1899)
- 1969 – André Salmon, francuski poeta, prozaik, krytyk sztuki (ur. 1881)
- 1971:
  - Pawieł Ałfiorow, radziecki polityk (ur. 1906)
  - Tor Johnson, szwedzki wrestler, aktor (ur. 1903)
  - August Torma, estoński dyplomata (ur. 1895)
- 1972:
  - Feodora, księżniczka Saksonii-Meiningen, ostatnia wielka księżna Saksonii-Weimar-Eisenach (ur. 1890)
  - Louis Mordell, brytyjski matematyk pochodzenia żydowskiego (ur. 1887)
  - David Talbot Rice, brytyjski historyk, bizantynolog (ur. 1903)
- 1973:
  - Marcel Desprets, francuski szpadzista (ur. 1906)
  - David Lack, brytyjski biolog ewolucyjny, ornitolog, ekolog, etolog (ur. 1910)
- 1974 – Alberto Bachelet, chilijski generał (ur. 1923)
- 1975:
  - Olga Hepnarová, czeska masowa morderczyni (ur. 1951)
  - Janusz Mostowski, polski rolnik, polityk, poseł na Sejm RP (ur. 1891)
- 1976 – Władysław Szypulski, polski aktor, reżyser teatralny (ur. 1895)
- 1977 – Basil Brown, brytyjski rolnik, agent ubezpieczeniowy, astronom i archeolog amator (ur. 1888)
- 1978 – John Cazale, amerykański aktor (ur. 1935)
- 1979 – Rudolf Wolke, niemiecki kolarz szosowy (ur. 1906)
- 1980:
  - Arthur Dobson, brytyjski kierowca wyścigowy (ur. 1914)
  - Ernő Gerő, węgierski polityk, działacz komunistyczny (ur. 1898)
- 1981 – Edward Kantecki, polski porucznik (ur. 1896)
- 1982:
  - Aleksander Kulisiewicz, polski dziennikarz, śpiewak (ur. 1918)
  - Johan Wilhelm Rangell, fiński polityk, premier Finlandii (ur. 1894)
- 1983:
  - Regina Gerlecka, polska szachistka (ur. 1913)
  - Leon Górecki, polski aktor, choreograf, pedagog (ur. 1922)
  - Fred Meyer, amerykański zapaśnik (ur. 1900)
- 1984:
  - Maurice Macmillan, brytyjski polityk (ur. 1921)
  - Arnold Ridley, brytyjski aktor, dramaturg (ur. 1896)
  - Siergiej Trapieznikow, radziecki polityk (ur. 1912)
- 1985:
  - Alfred Eluère, francuski rugbysta (ur. 1893)
  - Eugene Ormandy, amerykański dyrygent pochodzenia węgierskiego (ur. 1899)
  - Bronisław Zieliński, polski tłumacz (ur. 1914)
- 1987 – Antoni Szuniewicz, polski organista, kompozytor, dyrygent, pedagog (ur. 1911)
- 1988 – Mieczysław Kozdruń, polski skoczek narciarski, trener (ur. 1911)
- 1990 – Philippe Soupault, francuski poeta, prozaik, krytyk literacki (ur. 1897)
- 1991:
  - Étienne Decroux, francuski aktor, mim (ur. 1898)
  - Ragnar Granit, fiński neurofizjolog, filozof, laureat Nagrody Nobla pochodzenia szwedzkiego (ur. 1900)
  - William Heinesen, farerski pisarz, kompozytor, malarz (ur. 1900)
- 1992:
  - Zbigniew Belina-Brzozowski, polski pisarz (ur. 1936)
  - Martin Camaj, albański poeta, prozaik, lingwista (ur. 1925)
  - Salvatore Lima, włoski polityk (ur. 1928)
- 1993:
  - Konstanty Najder, polski duchowny metodystyczny, superintendent Kościoła Metodystycznego w Polsce (ur. 1899)
  - Wang Zhen, chiński polityk (ur. 1908)
- 1994 – Anatol Radzinowicz, polski scenograf filmowy (ur. 1911)
- 1995:
  - Kazimierz Czyż, polski krytyk muzyczny, muzyk jazzowy (ur. ?)
  - Jørgen Jensen, duński zapaśnik (ur. 1939)
  - Marija Kowrigina, radziecka lekarka, polityk (ur. 1910)
- 1996:
  - Gyula Kállai, węgierski polityk, premier Węgier (ur. 1910)
  - Ryszard Wyrobek, polski piłkarz, bramkarz (ur. 1927)
- 1997:
  - Hendrik Brugmans, holenderski naukowiec, pisarz, polityk (ur. 1906)
  - William Hare, brytyjski arystokrata, polityk (ur. 1906)
- 1998 – Jozef Króner, słowacki aktor (ur. 1924)
- 1999:
  - Yehudi Menuhin, amerykański skrzypek, dyrygent pochodzenia żydowskiego (ur. 1916)
  - Władysław Niedoba, polski aktor, scenarzysta, reżyser (ur. 1914)
- 2001:
  - Alan Greene, amerykański skoczek do wody (ur. 1911)
  - Robert Ludlum, amerykański pisarz (ur. 1927)
- 2002:
  - Louis-Marie Billé, francuski kardynał (ur. 1938)
  - Spiros Kiprianu, cypryjski polityk, prezydent Cypru (ur. 1932)
  - Jean-Paul Riopelle, kanadyjski malarz (ur. 1923)
  - Eugeniusz Zadrzyński, polski polityk, minister energetyki (ur. 1915)
- 2003:
  - Zoran Đinđić, serbski polityk, premier Serbii (ur. 1952)
  - Howard Fast, amerykański pisarz (ur. 1914)
  - Sława Stećko, ukraińska działaczka nacjonalistyczna (ur. 1920)
- 2004:
  - Yvonne Cernota, niemiecka bobsleistka (ur. 1979)
  - Karel Kachyňa, czeski reżyser filmowy (ur. 1924)
  - Olavo Martins de Oliveira, brazylijski piłkarz (ur. 1927)
  - Sylvi Saimo, fińska kajakarka (ur. 1914)
- 2005:
  - Aleksandar Atanacković, serbski piłkarz, trener (ur. 1920)
  - Zbigniew Kuźmiński, polski reżyser i scenarzysta filmowy (ur. 1921)
- 2006:
  - Jurij Brězan, serbołużycki pisarz (ur. 1916)
  - Zdzisław Bubnicki, polski specjalista automatyki i robotyki (ur. 1938)
  - Wiktor Sokołow, rosyjski duchowny prawosławny, dziennikarz (ur. 1947)
- 2007:
  - Arnold Drake, amerykański autor komiksów (ur. 1924)
  - Maria Zenowicz-Brandys, polska tłumaczka (ur. 1916)
- 2008:
  - Erwin Geschonneck, niemiecki aktor (ur. 1906)
  - Károly Németh, węgierski polityk, przewodniczący Rady Prezydialnej WRL (ur. 1922)
  - Antoni Pospieszalski, polski filozof, dziennikarz, cichociemny (ur. 1912)
- 2011:
  - Ali Hasan al-Dżabir, katarski dziennikarz (ur. 1955)
  - Nilla Pizzi, włoska piosenkarka (ur. 1919)
- 2012:
  - Friedhelm Konietzka, niemiecki piłkarz (ur. 1938)
  - Hipolit Śmierzchalski, polski lekkoatleta, długodystansowiec (ur. 1925)
- 2013:
  - Clive Burr, brytyjski perkusista, członek zespołu Iron Maiden (ur. 1957)
  - Marek Skwarnicki, polski pisarz, felietonista, tłumacz (ur. 1930)
- 2014:
  - José da Cruz Policarpo, portugalski duchowny katolicki, patriarcha Lizbony, kardynał (ur. 1936)
  - Věra Chytilová, czeska reżyserka filmowa (ur. 1929)
  - René Llense, francuski piłkarz, bramkarz (ur. 1913)
  - Zoja Rudnowa, rosyjska tenisistka stołowa (ur. 1946)
- 2015:
  - Michael Graves, amerykański architekt, designer (ur. 1934)
  - Tamara Jakżyna, rosyjska dziennikarka, reżyserka filmów dokumentalnych i edukacyjnych (ur. 1945)
  - Terry Pratchett, brytyjski pisarz fantasy i science fiction (ur. 1948)
- 2016:
  - Piotr Adamczewski, polski dziennikarz, krytyk kulinarny (ur. 1942)
  - Jan Rodzoń, polski inżynier, działacz sportowy (ur. 1931)
  - Lloyd Shapley, amerykański matematyk, ekonomista, wykładowca akademicki, laureat Nagrody Banku Szwecji im. Alfreda Nobla w dziedzinie ekonomii (ur. 1923)
- 2017:
  - Luigi Barbarito, włoski duchowny katolicki, arcybiskup, nuncjusz apostolski (ur. 1922)
  - Patrick Nève, belgijski kierowca wyścigowy (ur. 1949)
  - Anna Skrzydlewska, polska zakonnica, architekt wnętrz, plastyk (ur. 1930)
  - Kazimierz Wenta, polski pedagog (ur. 1937)
- 2018:
  - Ken Flach, amerykański tenisista (ur. 1963)
  - Craig Mack, amerykański raper (ur. 1971)
  - Rudolf Mang, niemiecki sztangista (ur. 1950)
  - Oleg Tabakow, rosyjski aktor (ur. 1935)
- 2019:
  - José Alzuet, hiszpański malarz, ceramik (ur. 1928)
  - Věra Bílá, czeska piosenkarka pochodzenia romskiego (ur. 1954)
  - Leopold Kozłowski-Kleinman, polski pianista, klezmer, kompozytor, dyrygent pochodzenia żydowskiego (ur. 1918)
  - Speros Vryonis, grecki historyk, bizantynolog, wykładowca akademicki (ur. 1928)
- 2020:
  - Danuta Balicka, polska aktorka (ur. 1932)
  - Wolfgang Hofmann, niemiecki judoka (ur. 1941)
  - Jan Kancewicz, polski historyk, wykładowca akademicki (ur. 1916)
  - John Lyons, brytyjski językoznawca, semantyk, wykładowca akademicki (ur. 1932)
  - Tonie Marshall, francuska aktorka, reżyserka, scenarzystka i producentka filmowa (ur. 1951)
  - Giovanni Battista Rabino, włoski polityk (ur. 1931)
- 2021:
  - Aleksandra Koncewicz, polska aktorka (ur. 1930)
  - Ivo Trumbić, chorwacki piłkarz wodny (ur. 1935)
  - Aleksander Żyzny, polski dziennikarz motoryzacyjny (ur. 1947)
- 2022:
  - Alain Krivine, francuski historyk, polityk, eurodeputowany (ur. 1941)
  - Karl Offmann, maurytyjski polityk, prezydent Mauritiusa (ur. 1940)
- 2023
  - Dick Fosbury – amerykański skoczek wzwyż, mistrz olimpijski (1968)[3]
  - Marek Kopelent – czeski kompozytor muzyki poważnej[4]
  - Barbara Lityńska – polska aktorka i poetka[5]
  - Dragoslav Mihailović – serbski pisarz i scenarzysta[6]
  - Rudel Obreja – rumuński bokser, olimpijczyk (1984)[7]
  - Antônio Pedro – brazylijski aktor[8]
  - Maciej Rosalak – polski dziennikarz[9]
  - Tadeusz Śliwiński – polski malarz i wykładowca akademicki[10][11]
  - Franca Afegbua, nigeryjska fryzjerka i polityczka (ur. 1943)
- 2024:
  - Terry Everett, amerykański polityk (ur. 1937)
  - Marian Fluder, polski pediatra, chirurg, specjalista medycyny sportowej (ur. 1946)
  - Philippe de Gaulle, francuski admirał, polityk (ur. 1921)
  - Jordan Pop-Jordanow, macedoński elektrotechnik, fizyk (ur. 1925)
- 2025:
  - Aleksandr Baranow, rosyjski dowódca wojskowy, generał armii (ur. 1946)
  - Ita Gertner, izraelska malarka, rzeźbiarka (ur. 1932)
  - Bruce Glover, amerykański aktor (ur. 1932)
  - Witold Kaczanowski, polski malarz, rzeźbiarz (ur. 1932)
  - Klaus Kobusch, niemiecki kolarz torowy (ur. 1941)
  - Oliver Miller, amerykański koszykarz (ur. 1970)
  - Peggy Parnass, niemiecka aktorka (ur. 1927)
  - Jolanta Popiołek, polska pedagog, polityk, senator RP (ur. 1947)
  - Walter Schwimmer, austriacki prawnik, dyplomata, polityk, sekretarz generalny Rady Europy (ur. 1942)